# Glory Onome Nathaniel
Glory Onome Nathaniel (sinh ngày 23 tháng 1 năm 1996) là một vận động viên người Nigeria chuyên vượt rào 400 mét. Cô đại diện cho đất nước của mình tại Giải vô địch thế giới 2017 lọt vào bán kết. Ngoài ra, cô đã giành được ba huy chương bạc tại Đại hội Thể thao Đoàn kết Hồi giáo 2017.
Onome đã học Khoa Động học của Con người tại Đại học Giáo dục Tai Solarin (TASUED). Cô đã được gia nhập vào Đại sảnh Danh vọng của Viện khi cô lọt vào danh sách 21 sinh viên hàng đầu định hình TASUED năm 2016/17 Lưu trữ ngày 31 tháng 8 năm 2017 tại Wayback Machine.
Điểm tốt nhất của cá nhân cô là 55,30 giây trong các chướng ngại vật 400 mét (London 2017) và 52,24 giây trong 400 mét (Abuja 2017).

## Giải đấu quốc tế
| Năm                  | Giải đấu                     | Địa điểm               | Thứ hạng             | Nội dung             | Chú thích            |
| Representing Nigeria | Representing Nigeria         | Representing Nigeria   | Representing Nigeria | Representing Nigeria | Representing Nigeria |
| -------------------- | ---------------------------- | ---------------------- | -------------------- | -------------------- | -------------------- |
| 2013                 | African Youth Championships  | Warri, Nigeria         | 1st                  | 400 m hurdles        | 62.04                |
| 2013                 | World Youth Championships    | Donetsk, Ukraine       | 34th (h)             | 400 m hurdles        | 67.06                |
| 2015                 | African Junior Championships | Addis Ababa, Ethiopia  | 3rd                  | 400 m hurdles        | 60.51                |
| 2017                 | Islamic Solidarity Games     | Baku, Azerbaijan       | 2nd                  | 400 m hurdles        | 55.90                |
| 2017                 | Islamic Solidarity Games     | Baku, Azerbaijan       | 2nd                  | 4 × 100 m relay      | 46.20                |
| 2017                 | Islamic Solidarity Games     | Baku, Azerbaijan       | 2nd                  | 4 × 400 m relay      | 3:34.47              |
| 2017                 | World Championships          | London, United Kingdom | 9th (h)              | 400 m hurdles        | 55.301               |
| 2017                 | World Championships          | London, United Kingdom | 5th                  | 4 × 400 m relay      | 3:26.72              |
| 2018                 | Commonwealth Games           | Gold Coast, Australia  | 6th                  | 400 m hurdles        | 56.39                |
| 2018                 | Commonwealth Games           | Gold Coast, Australia  | 2nd                  | 4 × 400 m relay      | 3:25.29              |
| 2018                 | African Championships        | Asaba, Nigeria         | 1st                  | 400 m hurdles        | 55.53                |

1 bị loại ở bán kết